# Шерзод Карімов
Шерзод Карімов (узб. Sherzod Karimov; нар. 26 січня 1989 Зарафшан, Узбецька РСР) — узбецький футболіст, півзахисник ташкентського «Пахтакора» і національної збірної Узбекистану.

## Кар'єра
Шерзод Карімов почав свою професійну кар'єру в 2006 році в складі команди Першої ліги «Шайхонтохур». У 2008 році він перейшов в клуб Вищої ліги «Кизилкум». У складі «Кизилкума» Карімов грав до початку 2009 року і за цей час зіграв у складі команди дванадцять матчів.
На початку 2009 року він підписав контракт з ташкентським «Пахтакором», з яким вигравав чемпіонат і кубок країни. У лютому 2013 року «Пахтакор» віддав Шерзода Карімова в оренду в китайський клуб «Ціндао Чжуннен». У складі китайської команди Карімов не зміг закріпитися в стартовому складі і в червні того ж року повернувся в «Пахтакор». Загалом він зіграв у складі «Пахтакора» у 158 матчах і забив 25 голів.
2018 року став гравцем «Локомотива» (Ташкент), але там не закріпився і в подальшому грав за місцеві клуби «Навбахор» та «Сурхан».

## Досягнення
- Чемпіон Узбекистану (4):

«Пахтакор»: 2012, 2014, 2015
«Локомотив»: 2018
- Володар Кубка Узбекистану (2):

«Пахтакор»: 2009, 2011